# Xã Goldsberry, Quận Howell, Missouri
Xã Goldsberry (tiếng Anh: Goldsberry Township) là một xã thuộc quận Howell, tiểu bang Missouri, Hoa Kỳ. Năm 2010, dân số của xã này là 4.126 người.